# Faimes
Faimes és un municipi de Bèlgica, a la província de Lieja, que forma part de la regió valona que té uns 3.654 habitants. Situat a la regió d'Haspengouw, amb les seves terres de conreu molt riques, la seva activitat econòmica històrica sempre va ser l'agricultura.

## Història[2]

### Celles
Superfície : 1064 hectàrees, 1243 habitants (2005).
El nucli es troba a costa de la via romana. El nom prové del mot llatí silva que va transformar-se en Selva i més tard in Celles. L'església amb el campanar romànic és dedicada a Santa Madelberta, abadessa de Maubeuge. Hubert de Lieja en va transferir les relíquies a Lieja. Arnold de Valenciennes va donar el feu a Balderic II, príncep-bisbe del Principat de Lieja, que el 1016 va llegar-lo a l'abadia de Sant Jaume de la mateixa ciutat.

### Les Waleffes
Superfície : 711 hectàrees, 633 habitants(2005).
Hom a trobat traces d'ocupació humana des del Neolític. A l'edat mitjana, el poble pertanyia al comtat de Moha, que va donar-lo a l'abadia de Val-Notre-Dame d'Antheit. Més tard va escaure al principat de Lieja, tot i que durant més d'un segle, el duc de Brabant va contestar aquest propietat.
El 1619, Herman de Lierneux va comprar el feu a l'abadia de Stavelot-Malmedy, que la detenia des del segle XIII.
El 1706, el baró de Potesta de Waleffa va construir un castell damunt una construcció més antiga que pertanyia a Blasi-Enric Decorte, un descendent de Curtius.

### Viemme
Superfície : 406 hectàrees, 745 habitants (2005).
Viemme pertanyia al comtat de Moha, que va cedir-lo al príncep-bisbe Hug de Pierrepont el 1225.

### Borlez
Superfície : 345 hectàrees, 498 habitants (2005).`
Fins a la revolució francesa, Borlez va ser una propietat de l'Abadia de Sant Llorenç). El 1467, l'exèrcit de Carles I de Borgonya va destruir el poble. Al segle xvii va sofrir de moltes guerres i batalles: el 1651 (la campanya d'expansió d'Enric II. El 1692, l'exèrcit dels aliats contra França van establir-hi un camp i destruir totes les collites. L'any després, l'exèrcit francès va fer-lo mateix.

### Aineffe
Superfície : 321 hectàrees, 286 habitants (2005)
La senyoria d'Aineffe hauria sigut una propietat del principat de Stavelot-Malmedy. L'església petita d'Aineffe s'hauria construït al lloc d'una capella, creada per a Remacle, gran aficionat de Sant Sulpici.

## Economia

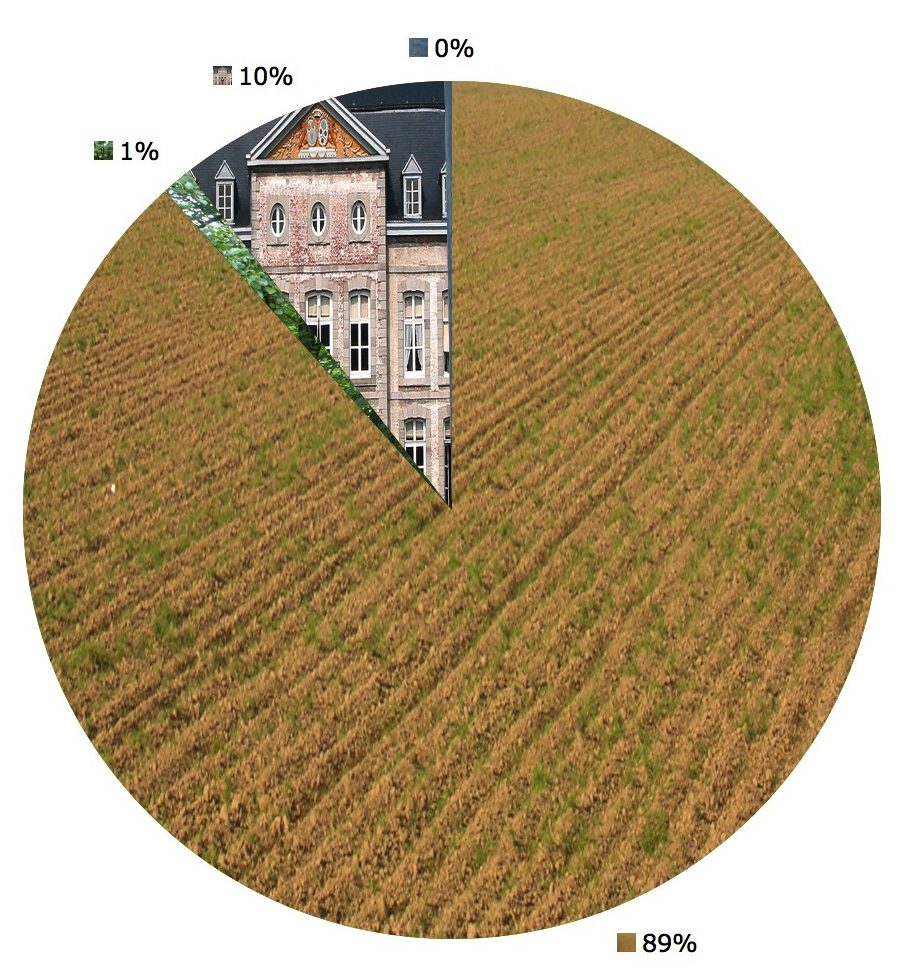
Utilització del terra

La primera activitat dels nuclis de Faimes va sempre ser l'agricultura. Encara avui, les terres de conreu ocupen gairebé 90% de la superfície del municipi.

## Llocs d'interès
- El Castell i la masia castral des [www.belgiancastle.com|Waleffes], construït per la família Curtius
- La masia Laruelle
- La capella de Saives
- El Castell Pecsteen
- La masia Lambrechts
- L'oratori de Sant Sulpici

## Nuclis
Faimes
- Aineffe
- Borlez
- Celles
- Les Waleffes
- Viemme

## Fills predilectes
- Hubert Krains, escriptor (°Les Waleffes 1862 - 1934)

1. ↑  «Registre de la població de Bèlgica de juliol 2009». Arxivat de l'original el 2009-10-07. [Consulta: 12 novembre 2009].
2. ↑  «Un brin d'histoire» (en francès). Arxivat de l'original el 2009-03-07. [Consulta: 12 novembre 2009].